# Arrivano le uvette californiane
Arrivano le uvette californiane (The California Raisin Show), nota anche come Le prugne della California, è una serie televisiva animata statunitense del 1989.

## Produzione
La serie è incentrata sull'omonimo gruppo musicale fittizio delle "Uvette californiane" ("California Raisins"), creato nel 1986 dall'agenzia pubblicitaria Foote, Cone & Belding per uno spot televisivo della cooperativa agraria Sun-Maid. Lo spot era stato commissionato dall'ente pubblico "California Raisin Advisory Board", il quale si occupava di regolamentare e sostenere le coltivazioni di uva passa tipiche della California. Lo spot vedeva il gruppo intento a cantare il brano I Heard It Through the Grapevine del 1968; fu realizzato in claymation dai Vinton Studios di Will Vinton e tutte le voci dei personaggi appartenevano al musicista Buddy Miles.
La campagna pubblicitaria ebbe un successo inaspettato: nuovi spot continuarono a essere prodotti e trasmessi fino al 1994, e nel frattempo le "Uvette californiane" comparvero in vari prodotti di merchandising. A loro nome furono distribuiti quattro album in studio tra il 1987 e il 1988, e la loro cover di I Heard It Through the Grapevine raggiunse l'84ª posizione della classifica Billboard Hot 100.
Fuori dall'ambito pubblicitario, le Uvette apparvero nello speciale televisivo A Claymation Christmas Celebration prodotto sempre dai Vinton Studios e trasmesso in prima TV sulla CBS il 21 dicembre 1987; esso si aggiudicò un Primetime Emmy Award. Una nomination allo stesso premio fu ottenuta dal primo speciale con le Uvette protagoniste, Arrivano le uvette californiane - La strepitosa storia delle uvette (Meet the Raisins!), trasmesso sempre sulla CBS il 4 novembre 1988.
L'anno successivo esordì la serie oggetto di questa voce, trasmessa sulla CBS nello spazio del sabato mattina dal 16 settembre al 9 dicembre 1989 in 13 episodi. A differenza delle pubblicità e degli speciali, la serie fu animata tradizionalmente dallo studio Murakami-Wolf-Swenson, mentre Will Vinton svolse il ruolo di produttore esecutivo. Infine il 29 agosto 1990 esordì, sempre sulla CBS, l'ultimo speciale in claymation, The Raisins Sold Out!: The California Raisins II. Fu realizzato anche un videogioco per il NES intitolato The California Raisins: The Grape Escape, la cui pubblicazione fu però annullata nel 1990 a causa della progressiva diminuzione del successo della campagna, nonché delle effettive vendite di uva passa.
La campagna causò gravi problemi di bilancio al "California Raisin Advisory Board". L'ente era un'organizzazione no-profit e l'investimento iniziale per la campagna (3 milioni di dollari) era stato fornito dal Dipartimento dell'agricoltura degli Stati Uniti d'America. I costi di produzione finirono per essere quasi il doppio dei guadagni, nonostante l'elevato successo iniziale; d'altra parte, l'ente non poteva incamerare i profitti e decise di investirli in ulteriori spese pubblicitarie, creando un circolo vizioso. Alla fine le aziende che si occupavano della coltivazione e della commercializzazione dell'uva passa, le quali versavano le proprie quote di partecipazione all'ente, rifiutarono di sostenere ulteriori costi per la campagna, e il "California Raisin Advisory Board" chiuse definitivamente il 31 luglio 1994. Da allora i diritti d'autore sulle "Uvette californiane" appartengono al Dipartimento per il cibo e l'agricoltura dello Stato della California, che dal 1998 li ha forniti in licenza al nuovo "California Raisins Marketing Board".

## Edizione italiana
In Italia gli speciali del 1988 e del 1990 e la serie animata in tecnica tradizionale sono stati trasmessi sul circuito Junior TV a partire dal gennaio 1993 e replicati alcune volte. Furono proposti anche su Odeon TV.
La serie è nota anche con il nome Le prugne della California, che è errato dato che in inglese la parola "raisins" significa "uva passa" e non "prugne" (che sarebbe "prunes"). Tuttavia sia il titolo italiano a schermo sia il doppiaggio italiano adattano correttamente la parola "raisins" in "uvette".

## Episodi
Nell'edizione italiana della serie animata, i titoli degli episodi rimanevano in lingua originale.
| nº | Titolo                           | Prima TV originale |
| -- | -------------------------------- | ------------------ |
| 1  | The Apple, Raisin-Style          | 16 settembre 1989  |
| 2  | No Business Like Shoe Business   | 23 settembre 1989  |
| 3  | School is Cool                   | 30 settembre 1989  |
| 4  | A Royal Mess                     | 7 ottobre 1989     |
| 5  | Lights, Camera, Disaster         | 14 ottobre 1989    |
| 6  | The Good, the Bad & the Broccoli | 21 ottobre 1989    |
| 7  | Abracadabra Beebop               | 28 ottobre 1989    |
| 8  | The Grape Outdoors               | 4 novembre 1989    |
| 9  | Rocket n' Rollin' Raisins        | 11 novembre 1989   |
| 10 | Hold That Jungle                 | 18 novembre 1989   |
| 11 | Olivera Street                   | 25 novembre 1989   |
| 12 | Picture-Perfect Shirelle         | 2 dicembre 1989    |
| 13 | You Can't Grow Home Again        | 9 dicembre 1989    |